# Хусо Мерџић
Хусо Мерџић (Тузла, 1906 — Мајевица , април 1944), учесник Народноослободилачке борбе и народни херој Југославије.

## Биографија
Рођен је 1906. године у Тузли. Потиче из радничке породице. После завршене основне школе, због недосатка средстава, није наставио школовање већ је изучио зидарски занат.
Својом активношћу у синдикалном покрету постао је познат радницима тузланског базена. Члан Комунистичке партије Југославије постао је 1939. године.
После окупације Краљевине Југославије, учествовао је у мобилизацији људи за оружану борбу. Радио је под руководством Обласног штаба за тузланску област. Крајем јула 1941. године, са штабом и групом партијских радника дошао је на Бирач, где учествовао у формирању партизанских група и њиховој припреми за оружани устанак. Истакао се у првим устаничким борбама у власеничком срезу.
Формирањем првих устаничких одреда, постављен је за политичког комесара Шековићког батаљона у Бирчанском партизанском одреду. Формирањем Шесте источно-босанске пролетерске ударне бригаде, августа 1942. године, постављен је за политичког комесара у једној чети. Учествовао је у многим тешким борбама против Немаца, четника и усташа. Нарочито се истакао у борбама за ослобођење Тузле, септембра 1943. године, када је био тешко рањен приликом јуриша.
После оздрављења, Хусо је постављен за политичког комесара Мајевичког партизанског одреда. Као руководилац, показао је изванредну способност. Априла 1944. године, његов Одред је дочекао немачку 13. СС дивизију на Мамутовим Водама, на Мајевици. У тешкој борби, Одред је успео да одбије Немце и да им нанесе губитке. У моменту позивања бораца на јуриш, био је рањен непријатељским рафалом. После осам дана, подлегао је тешким ранама, у партизанској болници.
Указом Президијума Народне скупштине Федеративне Народне Републике Југославије, 20. децембра 1951. године, проглашен је за народног хероја.